# ESO 540-031
ESO 540-031 (UGCA 15) – karłowata galaktyka nieregularna w gwiazdozbiorze Wieloryba w odległości 11,25 mln lat świetlnych od Ziemi. Należy do grupy galaktyk w Rzeźbiarzu.
ESO 540-31 porusza się z prędkością 295 km/s względem Układu Słonecznego (oddala się).